# Take It or Leave It
«Take It or Leave It» —en español: «Tómelo o déjelo»— es una canción escrita por Mick Jagger y Keith Richards, grabada y lanzada primeramente como sencillo por The Searchers y posteriormente incluida en la versión británica del álbum Aftermath de The Rolling Stones.
Fue grabada el 3 de diciembre de 1965 en RCA Studios en Los Ángeles, California. Fue producida por Andrew Loog Oldham y contó con el trabajo del ingeniero Dave Hassinger. Originalmente fue publicada en la versión británica de Aftermath, en los Estados Unidos fue lanzada un año después en el disco recopilatorio Flowers.
Richie Unterberger de Allmusic, comenta sobre la pista "Es una de las melodías más pop-folk-rock de Aftermath, aunque es muy diferente de la mayoría de las canciones de ese estilo de 1966 por su actitud hosca. Podría ser una canción melancólica suave, pero está en la tradición del desarrollo de las canciones de Jagger-Richards en su actitud dura hacia el romance. Las mujeres están pintadas no muy halagadoramente - no es que eso fuera demasiado inusual para los Stones - en este caso como una criatura de dos caras que coquetea con amigos, pero vuelve y hace agradable a Jagger cuando le convenga. Bueno, él no está teniendo nada de eso - el mensaje para ella es "tomarlo o dejarlo".
The Searchers lanzaron su versión antes de los Stones como sencillo lado A en 1966, alcanzando el puesto 31 en el Reino Unido.

## Personal
Acreditados:
- Mick Jagger: voz, coros.
- Keith Richards: guitarra acústica, coros.
- Brian Jones: clavecín, percusión.
- Bill Wyman: bajo.
- Charlie Watts: batería
- Jack Nitzsche: órgano.